# Жолнускау
Жолнуска́у (каз. Жолнұсқау) — село у складі Курчумського району Східноказахстанської області Казахстану. Входить до складу Баликшинського сільського округу.
Населення — 213 осіб (2021; 333 у 2009, 284 у 1999, 264 у 1989).
Національний склад станом на 1989 рік:
- казахи — 100 %